# Nikita Filatov
Nikita Vasilyevich Filatov (Никита Васильевич Филатов, nascido em 25 de maio de 1990) é um extremo esquerdo do hóquei no gelo russo que atualmente joga para o Almirante Vladivostok da Kontinental Hockey League (KHL). Ele já jogou para CSKA Moscou e Salavat Yulaev Ufa da KHL. Antes de 2012, a Filatov jogou na América do Norte para os Senadores de Ottawa e os Blue Jackets da Liga Nacional de Hóquei (NHL), juntamente com suas respectivas afiliadas na American Hockey League (AHL).
No Draft de entrada da NHL de 2008, Filatov foi selecionado no sexto lugar pelo Columbus Blue Jackets. Filatov era o melhor patinador europeu pelo Bureau Central de Escotismo da NHL. Filatov jogou duas temporadas com a organização Blue Jackets. Durante a temporada 2009-10, Filatov ficou descontente com a situação em Columbus e foi emprestado ao CSKA Moscou pelo resto da temporada. No Draft de entrada da NHL de 2011, os Blue Jackets o trocaram para Ottawa em troca de uma seleção de rascunhos da terceira rodada. Em dezembro de 2011, os senadores emprestaram a Filatov ao CSKA Moscou para o saldo da temporada 2011-12. Na temporada seguinte, a Filatov assinou com Salavat Yulaev. Os senadores escolheram não licitar a Filatov uma oferta qualificada, tornando-se um agente livre.
Filatov representou a Rússia no hóquei internacional em dois campeonatos mundiais do U18, ganhando medalhas de ouro e prata e três campeonatos mundiais juniores, onde ganhou duas medalhas de bronze. Foi nomeado para o Torneio All-Star Team no Campeonato Mundial Mundial de U18 2008 e no Campeonato Mundial Júnior 2009.

## Carreira

### Juniores

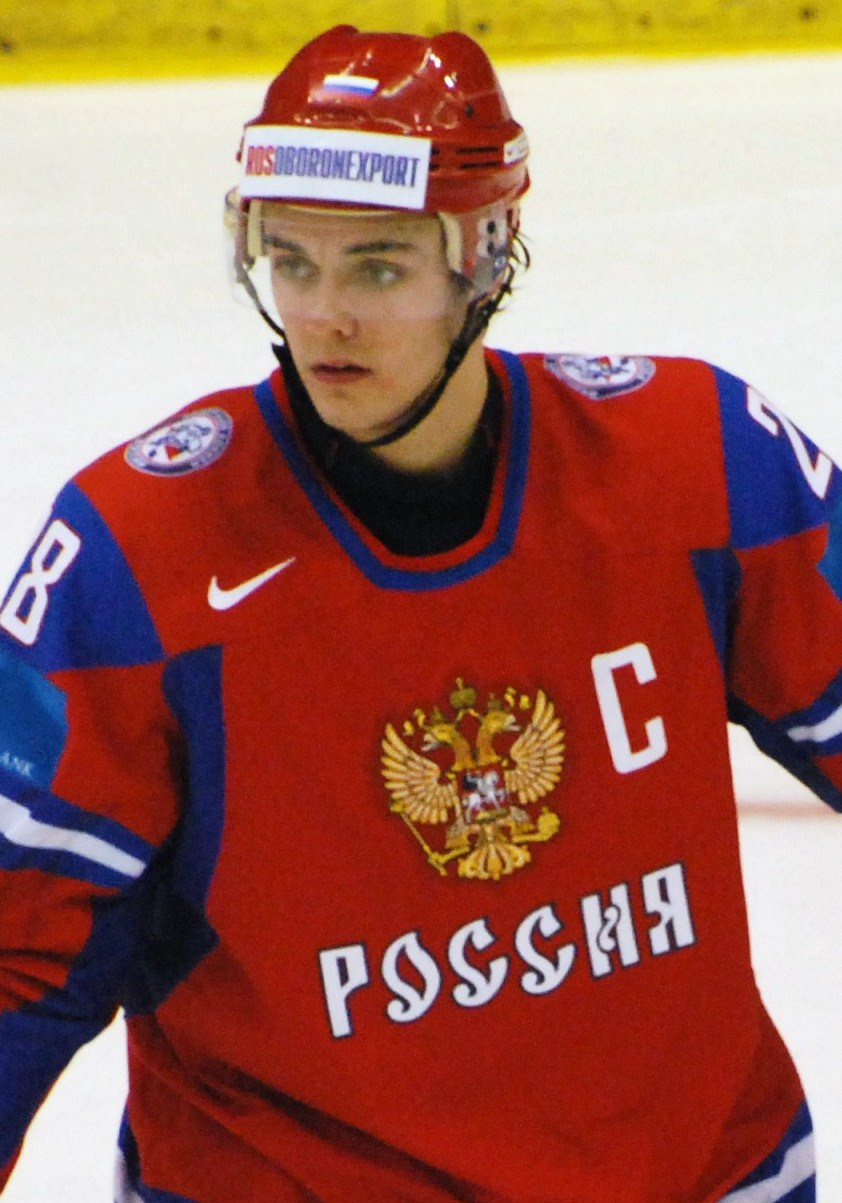

Filatov jogou hóquei menor e júnior no sistema de hóquei do CSKA do Exército Vermelho a partir dos 13 anos de idade. Com 15 anos de idade durante a temporada 2005-06, ele estreou para o CSKA-2 - o time júnior do clube - onde ele continuou a jogar Durante a temporada 2006-07, e em média mais de três pontos por jogo. Na mesma temporada, Filatov fez sua estréia internacional para a Rússia no Campeonato Mundial de Sub 18.
Durante a temporada 2007-08, a Filatov fez sua estréia profissional da Superliga Russa (RSL) com o CSKA, vendo ação limitada em cinco jogos. Ele passou a maior parte da temporada a jogar no nível júnior na Rússia. Com a equipe junior CSKA, Filatov jogou 23 jogos, marcando 23 gols e dando 24 assistências. Dirigindo-se ao Inquérito de entrada da NHL de 2008, a reunião anual da Liga em que os direitos aos jogadores amadores são divididos entre equipes, o Escritório Central de Escotismo da NHL, classificou Filatov como o melhor patinador europeu em suas classificações intermediárias e finais. Após a temporada 2007-08, Filatov foi posteriormente selecionado no sexto lugar no Draft pelo Columbus Blue Jackets.
Filatov também foi a primeira seleção geral no Draft de Importação da Liga de Hóquei Canadense de 2008, selecionado pelos lobos de Sudbury da Liga de Hóquei do Ontário (OHL). O diretor-geral de Sudbury, Mike Foligno, estava confortável com os riscos de não saber se Filatov iria jogar a nível juvenil ou profissional quando ele veio para a América do Norte. Scott Howson, gerente geral dos Blue Jackets, não garantiria a Filatov um lugar em sua equipe, dizendo: "Nós já dissemos a Nikita que veremos como as coisas vão no campo de treinamento e decidiremos o que é melhor para ele".

### Era profissional
Depois de ter sido elaborado pelos Blue Jackets, a Filatov assinou um contrato de três anos com o clube em 10 de julho de 2008. Seu salário base para o contrato era de US $ 875.000, com cláusulas de bônus que poderiam trazer o valor até US $ 1,35 milhão por temporada.
1. 1 2 3  «Nikita Filatov Ottawa Senators NHL Russian Hockey Prospect Player Profile». www.russianprospects.com. Consultado em 27 de junho de 2017. Arquivado do original em 8 de julho de 2009
2. 1 2 3  «Nikita Filatov Stats and News». NHL.com (em inglês). Consultado em 27 de junho de 2017
3. ↑  «Filatov, Nikita». www.nhl.com. Consultado em 27 de junho de 2017
4. ↑  Campbell, Ken. «Sudbury Wolves will select Nikita Filatov first overall in CHL import draft | The Hockey News». The Hockey News (em inglês). Consultado em 27 de junho de 2017. Arquivado do original em 28 de fevereiro de 2012
5. ↑  «404». TSN. Consultado em 27 de junho de 2017